# Sälggökbi
Sälggökbi (Nomada lathburiana) är en biart som först beskrevs av Kirby 1802. Den ingår i släktet gökbin och familjen långtungebin. Inga underarter finns listade i Catalogue of Life.

## Beskrivning
Sälggökbiet är ett avlångt bi med svart grundfärg. Honan har röda fält på kinder, käkar, överläpp (labrum) och framkanten på clypeus (munskölden), medan hanen har en gul mask som täcker ansiktets övre del och hjässan. Baktill på mellankroppen finns två gula fläckar. På bakkroppen är första tergiten rödbrun med en svart framkant, medan de övriga tergiterna är svarta med gula tvärband. Mitt på det gula bandet på tergit 2 hos honan finns ofta en rödbrun fläck. På hjässa och mellankropp har arten kraftig, rödbrun päls som bleknar med åldern. Kroppslängden är mellan 9 och 13 mm.

## Ekologi
Sälggökbiet bygger inga egna bon, utan larven lever som boparasit hos stora sandbin, som sälgsandbi, sobersandbi och troligtvis, på kontinenten, Andrena barbareae. Den nykläckta larven har kraftiga käkar som den använder för att döda ägget eller den nykläckta värdlarven; i de senare larvstadierna har sälggökbilarven mer normala käkar så den lättare kan leva på det insamlade matförrådet.
Habitatet utgörs främst av sandiga biotoper, som vegetationsfattiga sluttningar på sandjord, hedar, flodstränder, sandtäkter, solbelysta skogsbryn och stigar, men även dikesrenar och liknande på lerjord, samt också på jordbruksmarker, trädgårdar och parker.
På kontinenten flyger arten mellan slutet av mars och början av juni, längre norrut mellan april och maj, och längst i norr från maj till juni. I delar av utbredningsområdet kan arten få två generationer per år.
Arten är polylektisk, den flyger till blommande växter från många familjer, som exempelvis korgblommiga växter (maskros), rosväxter (körsbär), ripsväxter (krusbär) och videväxter (krypvide).

## Utbredning
Utbredningsområdet omfattar större delen av Europa och angränsande delar av Asien; västerut till England och Wales, norrut till södra Fennoskandien och österut till Georgien, Kazakstan och Sibirien. I södra delarna av Europa förekommer den främst i väster.
I Sverige finns den från Sydsverige (med undantag för Gotland) upp till mitten av Dalarna och vidare norrut längs östra Norrland till Västerbotten.
I Finland har arten främst observerats i södra halvan av landet från Åland (med endast ett par fynd sedan 1930-talet) och sydkusten, norrut till Norra Savolax, Norra Karelen och Kajanaland. Norr därom har två enstaka fynd gjorts; ett i Mellersta Österbotten 2016, och ett i nordöstra Norra Österbotten 1982.

## Status
Arten är vanligt förekommande i stora delar av sitt utbredningsområde, och klassificerad som livskraftig (LC) både globalt, i Finland och i Sverige.

## Bildgalleri

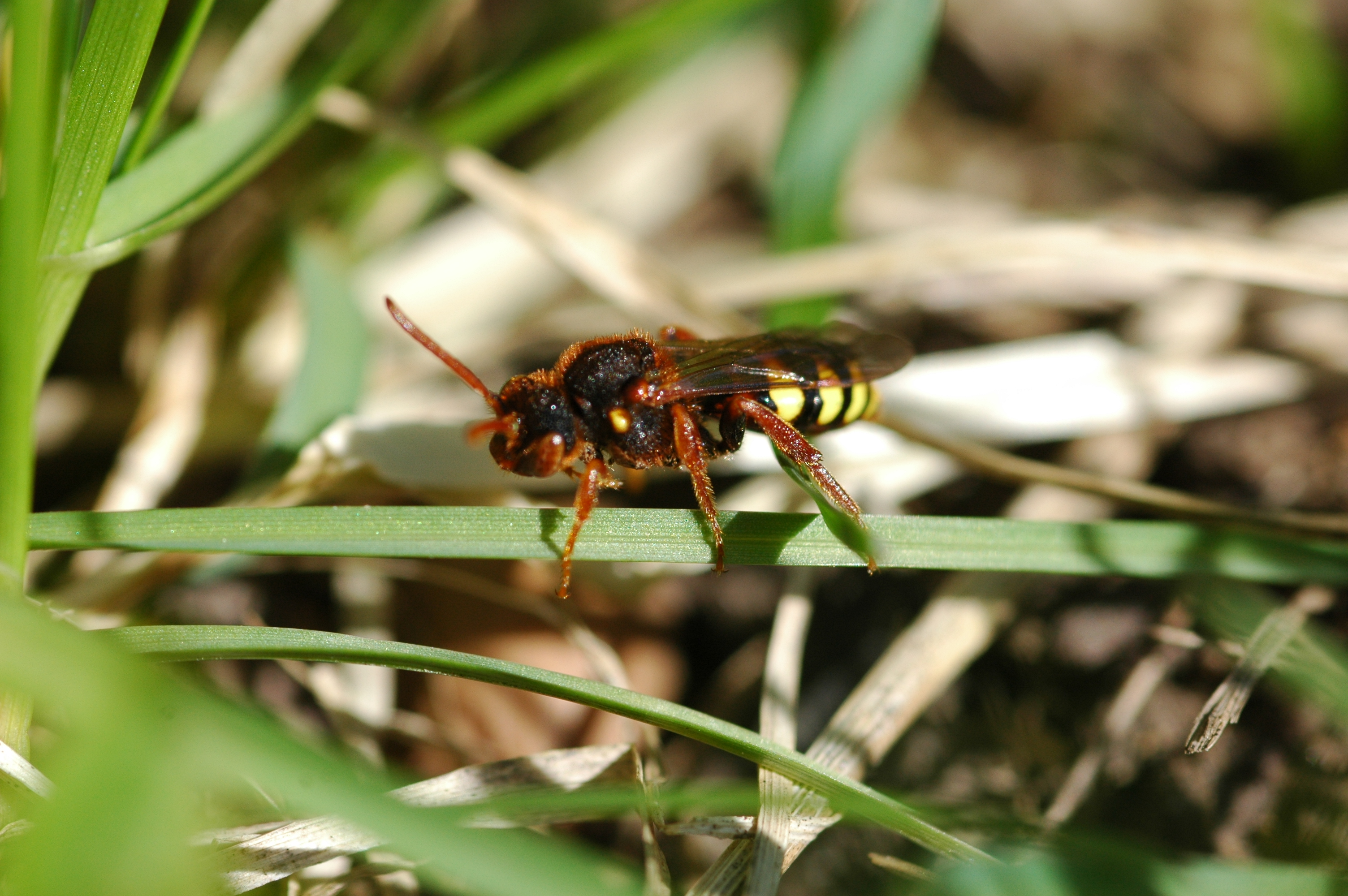
Hona
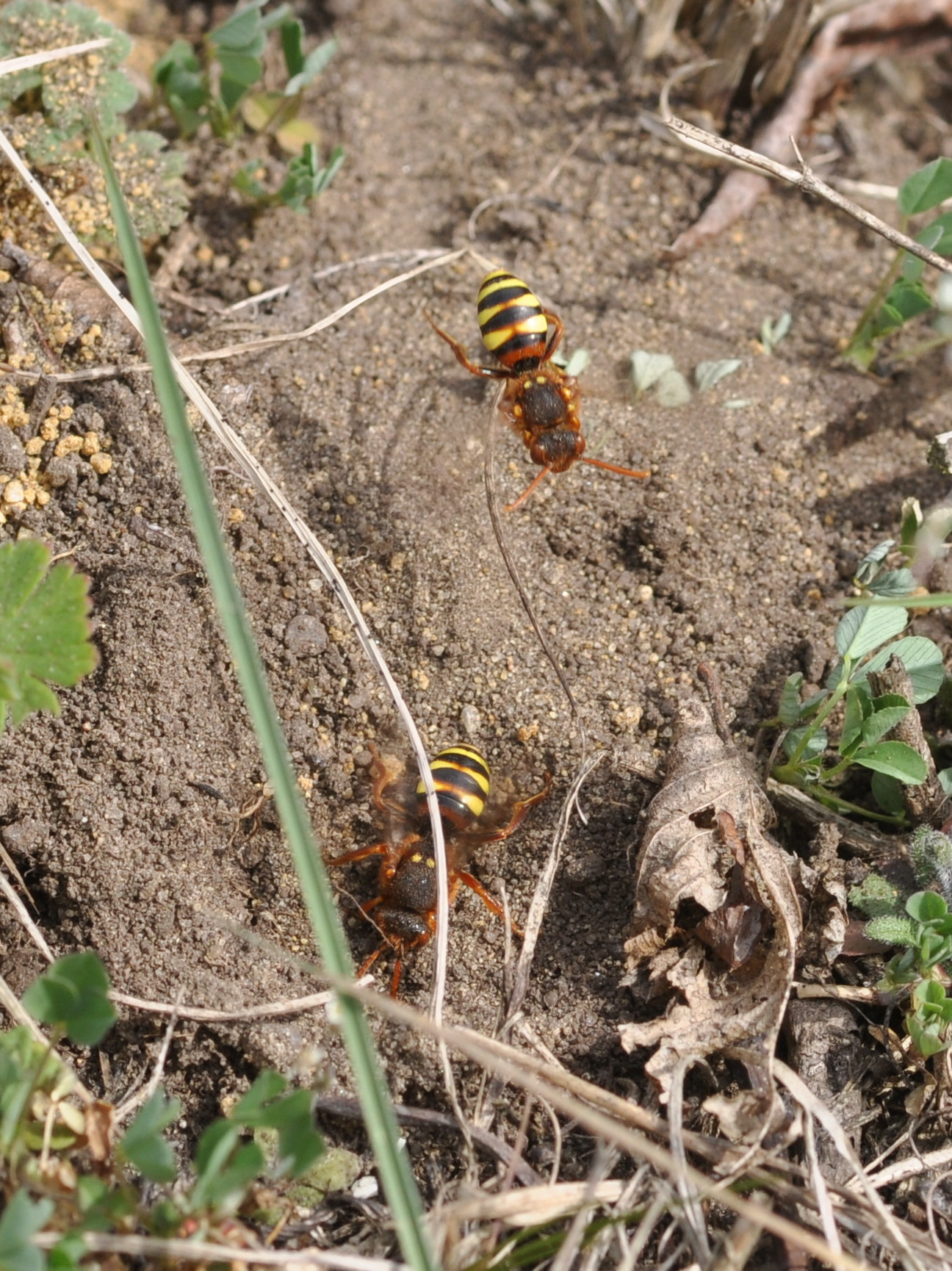
Två honor vid bo av sälgsandbi
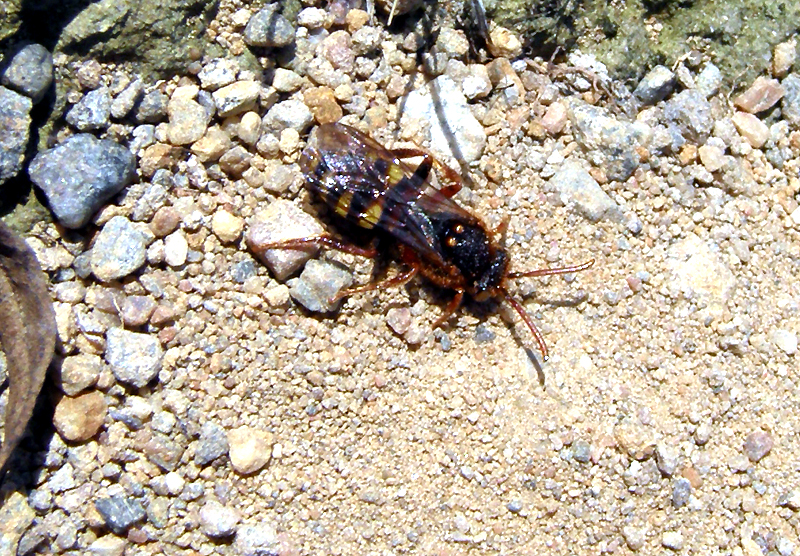